# Les Jeux du Capricorne
Les Jeux du Capricorne est un recueil de nouvelles de science-fiction de Robert Silverberg, formant le deuxième tome de la série Nouvelles au fil du temps.
Il regroupe une sélection de trente nouvelles de l'auteur écrites et publiées entre 1971 et 1981, alors qu'il était âgé de 36 à 46 ans.

## Publications
- L'anthologie est un recueil français de nouvelles qui n'a pas exactement son équivalent aux États-Unis ; elle a en effet été composée par la reprise de deux recueils de nouvelles de Silverberg publiés aux États-Unis en 1984 et 1994 sous les titres The Conglomeroid Cocktail Party pour le premier, et ''Beyond the Safe Zone pour le second.

- Les Jeux du Capricorne a été publié en France en mars 2002 aux éditions Flammarion, collection Imagine. Il a été réédité en 2005 en format « poche » chez J'ai lu, collection Science-Fiction, sous le numéro 7715  (ISBN 2-08-068253-9).

- Qu'il s'agisse des éditions américaines comme de l'édition française, chaque nouvelle est précédée d'une petite préface de Silverberg.

## Liste des nouvelles

### Jeux de Capricorne
- Nouvelle publiée en 1974 dans l'anthologie The Far Side of Time (dir. Roger Elwood (en)).
- Titre original : Capricorn games.

### Le Dibbouk de Mazel Tov IV
- Nouvelle publiée en 1974.
- Titre original : Wandering Stars.

### Trips
- Nouvelle publiée en 1974, dans Final Stage : The Ultimate Science Fiction Anthology (anthologie composée par Edward L. Ferman et Barry N. Malzberg), éditions Charterhouse.
- Titre original : Trips (« Balades »).

### Schwartz et les Galaxies
- Titre original : Schwartz Between the Galaxies.
- Nouvelle publiée en 1974 dans le recueil Stellar 1.
- Distinction : la nouvelle a été retenue (avec quatre autres nouvelles) comme finaliste au prix Hugo de la meilleure nouvelle courte 1975, mais n'a pas reçu le prix.

### Des mondes à profusion
- Nouvelle publiée en 1973 dans le recueil Unfamiliar Territory, éd. Charles Scribner's Sons.
- Titre original : Many Mansions.
- Distinction : la nouvelle a été proposée pour le prix Locus de la meilleure nouvelle 1974, sans remporter le prix.

### Bonnes nouvelles du Vatican
- Titre original : Good News from the Vatican.
- Distinction : la nouvelle a été récompensée du prix Nebula de la meilleure nouvelle 1971.
- Nouvelle publiée en 1971 dans Universe 1, anthologie composée par Terry Carr.

### Le Collectif
- Nouvelle publiée en 1973.
- Titre original : In the Group.

### La Fête de saint Dionysos
- Nouvelle publiée en 1973.
- Titre original : The Feast of St Dionysus.

### Bon pour le service des organes
- Nouvelle publiée en 1972.
- Titre original : Caught in the Organ Draft.

### Moi + n, Moi - n
- Nouvelle publiée en 1972 dans Nova 2, anthologie composée par Harry Harrison, éditions Walker & Co.
- Titre original : {Now + n, Now - n}.
- La nouvelle allie les thèmes de la télépathie et du voyage temporel.

### Caliban
- Nouvelle publiée en 1972.
- Titre original : Caliban.

### Traverser la ville
- Nouvelle publiée en 1973. Première publication en France dans le recueil Trips, éd. Calmann-Lévy, collection Dimensions SF, n°23, 4e trimestre 1976  (ISBN 2-7021-0168-2).
- Titre original : Getting Across.
- La nouvelle est séquencée en 14 sections de longueurs inégales.
- Résumé : Dans un futur lointain, les États-Unis sont divisés en communautés indépendantes appelés « Districts ». Chacune de ces communautés s'administre librement et fixe ses règles de vie, que ce soit en matière sociale, culturelle ou économique. Dans le district de Ganfield, Silena Ruiz a dérobé le Programme Directeur informatique de la communauté, ce qui occasionne des difficultés majeures. Son époux, qui est aussi le narrateur du récit, est chargé de la retrouver avant que la communauté ne s'effondre économiquement, tant elle dépend du programme informatique pour la nourriture, l'énergie, l'eau, les robots, la sécurité, etc. Le narrateur part pour Conning Town, le district limitrophe. Il y est très mal accueilli car il est étranger, et traité comme tel. Il fait l'objet d'une mesure d'expulsion mais parvient à se rendre dans le district de Hawk Nest où on lui a dit que Selena pouvait se trouver. Grâce à une jeune femme nommée Holly Borden, il retrouve Selena et, après une confrontation intense, elle accepte de lui remettre le programme informatique tant convoité. Elle plaint les habitants de Ganfield, totalement aliénés par un programme informatique. Son geste était politique : elle voulait obliger les habitants à recouvrer leur liberté. Le narrateur retourne à Ganfield, où il est traité en héros. Les deux dernières phrases de la nouvelle sont : « Enfin, Ganfield est sauvé. Les policiers-robots viennent de reprendre vie. ».
- Liens externes :
  - Liste des publications de la nouvelle, selon iSFdb
  - « Liste des publications de la nouvelle en France » sur le site NooSFere
- Autres publications :
  - en 1974 en italien sous le titre Il burocrate, o la città programmata ;
  - en 1996 en italien sous le titre Il Burocrate ;
  - en 1977 en néerlandais sous le titre Doorbreken ;
  - en 1981 en portugais sous le titre De um lado para o outro.

### Breckenridge et le continuum
- Nouvelle publiée en 1972.
- Titre original : Breckenridge and the Continuum.
- La nouvelle est rédigée dans le registre de la « science-fiction New wave ».
- Résumé : La nouvelle évoque les discussions philosophiques et les déambulations de divers personnages, dans un futur lointain : Noel Breckenridge, Escarpe, Arios, Corne, Militor, Munsey. Les discussions évoquent notamment les mythes anciens, le sens de la vie, etc.
- La nouvelle a notamment été publiée dans le recueil Voyage au bout de l'esprit (éditions Omnibus, 1998, 904 pages).
- Liens externes :
  - « Liste des publications de la nouvelle en France » sur le site NooSFere
  - Liste des publications de la nouvelle, selon iSFdb

### La Maison des Doubles Esprits
- Nouvelle publiée en 1973.
- Titre original : In the House of Double Minds.
- Résumé : La « Maison des Doubles Esprits » est un lieu où l'on sélectionne des enfants prometteurs qui sont susceptibles de devenir des Oracles. Pour cela, on leur a presque entièrement déconnecté les deux hémisphères de leurs cerveaux, de manière que chaque hémisphère puisse raisonner selon sa voie, sans être bloqué ou censuré par l’autre hémisphère. La narratrice du récit est Sœur Mimise. Son récit commence au moment où l'on reçoit une nouvelle « promotion » d'enfants qui vont suivre les cours éducatifs de la Maison. Les premiers jours se passent bien, mais le comportement agité, provocateur et irrationnel d'un élève de deuxième année, Runhild, agace sœur Mimise. D'autres enseignants se plaignent aussi de l'agitation de Runhild. Sœur Mimise apprend la raison du comportement du jeune garçon par un enfant de première année. Runhild a des pouvoirs spéciaux, bien supérieurs aux meilleurs enfants de son âge, et il n'arrive pas à les maîtriser. Cela le perturbe profondément. Sœur Mimise gagne la confiance de Runhild. Ce dernier se révèle être doué de télépathie et lui envoie un « échantillon » du monde telle qu’il le voit et le sent. Sœur Mimise est profondément troublée et découvre un univers mental extraordinaire. Elle en parle au directeur de la communauté, qui fait appel à des experts extérieurs. Runhild est envoyé dans une autre Maison (on ne sait pas où), et le calme revient dans la Maison des Doubles Esprits. Sœur Mimise a entraperçu un monde différent et sait qu'elle ne pourra jamais évacuer ce souvenir de son esprit. Runhild pourrait bien devenir l'un des Oracles les plus puissants et les plus célèbres du siècle. Elle se retrouve avec ses élèves, plutôt banals, et la routine quotidienne se poursuit.
- La nouvelle a notamment été publiée dans le recueil Voyage au bout de l'esprit (éditions Omnibus, 1998, 904 pages).
- Liens externes :
  - « Liste des publications de la nouvelle en France » sur le site NooSFere
  - Liste des publications de la nouvelle, selon iSFdb

### Le Panthéon de la science-fiction
- Texte publié en 1973.
- Titre original : The Science Fiction Hall of Fame.
- Résumé : Le texte n'est pas une nouvelle, mais une sorte d'essai, sans chronologie, s'inscrivant dans le registre de la « science-fiction New wave », dans lequel l'auteur, dans de multiples micro-séquences, se moque de la science-fiction et de ses thèmes. Il évoque sur un ton ironique, voire sarcastique, les aventures spatiales, l'alunissage, les empires galactiques, la parapsychologie, la recherche de l'absolu par un savant fou, le space opera, les extraterrestres, le voyage dans le temps, etc. Il déclare notamment que son raisonnement « nous amène à deux évaluations possibles de la science-fiction : soit il s'agit d'une littérature d'évasion un peu simplette, sans relation avec la vie quotidienne, et n'offrant d'utilité qu'en tant que divertissement fonctionnant de façon autonome ; soit ses vertus sont subtiles et difficilement discernables, accessibles seulement à ceux qui ont la capacité et la volonté de pénétrer l'infrastructure expérimentale qui se dissimule sous ces métaphores grandiloquentes que constituent les empires galactiques et les pouvoirs paranormaux. Je balance entre les deux attitudes. ».
- Dans le récit, l'auteur insère une micronouvelle d'une page et demie : trois ingénieurs ont créé la première machine à voyager dans le temps. L'un d'eux se place à l'intérieur, et tire la manette pour se rendre en l'an 2500. Le voyage a lieu. Lorsqu'il sort de la machine, il retrouve ses deux collègues et l'intégralité du laboratoire : le voyage a-t-il donc échoué ? Ses collègues tentent une explication : en partant vers le futur, il a « attiré » avec lui l'ensemble du présent, repoussant le futur plus loin dans le temps. Ainsi, on ne peut pas voyager dans le temps car le Présent suit le voyageur temporel où qu'il aille. Cette micronouvelle semble être un pastiche des nouvelles de Fredric Brown (F.I.N. ou Expérience).
- Liens externes :
  - « Liste des publications de la nouvelle en France » sur le site NooSFere
  - Liste des publications du texte, selon iSFdb

### Le Vent et la Pluie
- « Nouvelle écologique » publiée en 1973.
- Titre original : The Wind and the Rain.

### Une mer de visages
- Nouvelle publiée en 1974. Première publication en France dans le recueil Trips, éd. Calmann-Lévy, collection Dimensions SF, n°23, 4e trimestre 1976  (ISBN 2-7021-0168-2).
- Titre original : A Sea of Faces.
- Résumé : Richard est un psychanalyste. Il utilise l'hypnose et divers produits neuroleptiques pour soigner ses patients. Un jour, il doit soigner une jeune femme schizophrène, Avril Lowry. Il pratique encore l'hypnose en lien avec elle : ils se retrouvent tous deux en mer ; il doit rejoindre une île où se situe Avril ; il doit lui faire quitter l'île et la ramener sur la terre ferme ; dès que ce sera fait, elle sera sortie de sa psychose. Il nage jusqu'à l'île, trouve Avril, l'oblige à aller vers la plage, puis à nager. Mais il voit le visage de son épouse dans le ciel, qui le contemple d'un œil sévère. Avril, Irène, Avril, Irène : aimerait-il deux femmes ? Laquelle choisir[1]? Son esprit ne choisit pas ; il ne regagne pas le continent ; il va rester ici, ou là-bas, ou ici, hors du temps et de l'espace, sans sortir de son rêve psychotique.
- Infos sur cette nouvelle sur un blog.
- Cette nouvelle peut être rapprochée de la nouvelle Configuration du rivage septentrional, de R. A. Lafferty.
- La nouvelle a aussi été publiée dans l'anthologie Histoires de mirages (1984).
- Liens externes :
  - « Liste des publications de la nouvelle en France » sur le site NooSFere
  - Liste des publications de la nouvelle, selon iSFdb

### Ce qu'il y avait dans le journal ce matin
- Nouvelle rédigée en 1972, et publiée la même année dans l'anthologie Infinity 4 (dir. Bob Hoskins). Le récit est divisé en 15 courtes sections.
- Première publication en France dans le recueil Trips, éd. Calmann-Lévy, collection Dimensions SF, n°23, 4e trimestre 1976  (ISBN 2-7021-0168-2).
- Titre original : What We Learned from this Morning's Newspaper.
- Résumé : Dans la rue Redbud Crescent, onze maisons reçoivent le journal daté du 1er décembre, alors qu'on n'est que le 22 novembre. Canular ? Faille spatio-temporelle ? Les habitants de la rue se réunissent, se promettent de ne révéler l'affaire à personne, et envisagent de tirer parti (et profit) des informations indiquées dans le journal. Ainsi le narrateur parie aux courses et joue en Bourse, tandis qu'une voisine se demande si elle doit avertir sa sœur du fait qu'elle a vu son annonce de décès dans le journal. Au fur et à mesure que les jours s'écoulent, les journaux datés du futur s'estompent et s'étiolent. Le jour du 1er décembre, ces journaux ont tous disparu, et le monde est tel qu'il était indiqué le 22 novembre. Mais à la grande stupéfaction et frayeur du narrateur, lui-même et ses voisins, qui ont tous reçus le journal, se mettent à s'estomper et à s'effacer de la réalité, suivant en cela le sort du journal. La nouvelle se termine ainsi : « Je ne veux plus habiter ici je vais annuler mon abonnement au Times je vais vendre ma maison je veux partir d'ici et retourner dans le monde réel mais comment comment je n'en sais rien tout est gris gris rien que du gris partout plus rien dehors qu'une grande nappe de gris ».
- La nouvelle a notamment été publiée dans le recueil Voyage au bout de l'esprit (éditions Omnibus, 1998, 904 pages).
- Liens externes :
  - « Liste des publications de la nouvelle en France » sur le site NooSFere
  - Liste des publications de la nouvelle, selon iSFdb

### Nef ma sœur, étoile ma sœur
- Nouvelle publiée en 1973.
- Titre original : Ship-Sister Star-Sister.
- Résumé :
- Liens externes :
  - « Liste des publications de la nouvelle en France » sur le site NooSFere
  - Liste des publications de la nouvelle, selon iSFdb

### Quand on est allés voir la fin du monde
- Nouvelle publiée en 1972.
- Titre original : When We Went to See the End of the World.
- La nouvelle a été proposée au prix Hugo de la meilleure nouvelle courte 1973 sans recevoir la distinction.
- Résumé :
- La nouvelle a notamment été publiée dans le recueil Voyage au bout de l'esprit (éditions Omnibus, 1998, 904 pages).
- Liens externes :
  - « Liste des publications de la nouvelle en France » sur le site NooSFere
  - Liste des publications de la nouvelle, selon iSFdb
- Récompenses [2] :

### Pousser ou Grandir
- Nouvelle publiée en 1972.
- Titre original : Push No More.
- La nouvelle est parue en 1979 dans l'anthologie Le Livre d'or de la science-fiction : Robert Silverberg.
- Résumé : Un adolescent vierge et timide, tenaillé par la sexualité, voit ses avances maladroites et gauches rejetées encore une fois par une jeune femme. Il sent alors son énergie sexuelle et sa frustration se transformer subitement en une puissance incontrôlable et il "pousse" involontairement, sans la toucher, la jeune femme qui tombe à la reverse. Il s'enfuit. Il prend peu à peu le contrôle de ce pouvoir, capable de pousser ou déplacer les objets à distance tel un poltergeist, et il se rêve en super-héros. Intriguée par ce qui lui est arrivé et voulant en savoir plus, la jeune femme tente maintenant de séduire l'adolescent. Elle parvient à ses fins, ils font l'amour, mais au moment où elle demande une démonstration de ses pouvoirs, l'adolescent constate que son pouvoir a entièrement disparu. Il ne peut que réaliser qu'il est maintenant un homme banal comme un autre, et que la réalisation de son plus grand rêve en a détruit un plus grand encore..
- Liens externes :
  - « Liste des publications de la nouvelle en France » sur le site NooSFere
  - Liste des publications de la nouvelle, selon iSFdb